# Maaluoto (ö i Egentliga Finland, Nystadsregionen, lat 60,59, long 21,21)
Maaluoto är en ö i Finland.   Den ligger i kommunen Gustavs i den ekonomiska regionen Nystadsregionen och landskapet Egentliga Finland, i den sydvästra delen av landet, 210 km väster om huvudstaden Helsingfors. Arean är 0,11 kvadratkilometer.
Terrängen på Maaluoto är mycket platt. Öns högsta punkt är 9 meter över havet. Den sträcker sig 0,6 kilometer i nord-sydlig riktning, och 0,5 kilometer i öst-västlig riktning.